# 波氏副緋鯉
波氏副緋鯉為輻鰭魚綱鱸形目鱸亞目鬚鯛科的其中一種，分布於西印度洋的留尼旺海域，棲息深度150-250公尺，體長可達15.2公分，屬肉食性。